# Carve-schaats
De Carve-schaats (ook wel Mount Charles-schaats genoemd) is een schaatstype waarbij de ijzers in het midden dunner zijn dan aan de uiteinden.
De Carve-schaats werd al in 1879 geïntroduceerd door Captain Charles Dowler die de getailleerde ijzers ontwierp voor kunstschaatsen. Het voordeel van deze ijzers is dat de bochten beter geschaatst kunnen worden en bovendien wordt een breed draagvlak gecombineerd met een smal ijzer. Rond 2000 kwam het principe opnieuw in de belangstelling, toen Jan Maarten Heideman het principe introduceerde in de marathonschaatssport. Het werd echter geen doorslaand succes.